# Kontiomäki

Kontiomäki est une agglomération de Paltamo dans la région du Kainuu en Finlande.

## Présentation
Kontiomäki se situe à l'est de la  nationale 5 et à 2,5 km de la nationale 22. Kontiomäki a 650 habitants.